# Mehdi Alkhatib
Mehdi Alkhatib, född 13 november 1987 i Irak, är en svensk-irakisk friidrottare och energiingenjör på Skanska. Han tävlade för SoIK Hellas fram till 2010 och för Hammarby IF sedan 2011. Alkhatib är svensk medborgare och har bott i Sverige sedan femårsåldern, men föddes i Irak.
Han började höjdhopp sedan har var tolv år och har tre SM-guld samt ett inomhusguld från SM som främsta merit. Vid U23-EM i Kaunas i Litauen år 2009 kom Alkhatib på en niondeplats med 2,18. Han belönades år 2016 med Stora grabbars och tjejers märke nummer 546.

## Personliga rekord
| Utomhus - Höjdhopp: 2,21 (Genève, Schweiz 28 maj 2011) - Längdhopp: 7,15 (Uddevalla 26 augusti 2007) - Längdhopp: 6,94 (Eskilstuna 13 juni 2009) - Längdhopp: 7,08 (medvind 3,2 m/s) (Gävle 22 juli 2011) - Tresteg: 14,24 (Göteborg 20 juni 2012) | Inomhus - Höjdhopp: 2,21 (Glasgow, Storbritannien 31 januari 2009) |